# Riconquista di Costantinopoli
La riconquista di Costantinopoli è la rioccupazione della città di Bisanzio da parte dei bizantini dell'Impero di Nicea avvenuta con un colpo di mano il 25 luglio 1261. L'evento pose fine all'effimero Impero latino e permise la ricostituzione dell'Impero bizantino.

## Prologo
Nel 1204 la Quarta crociata, deviata su Costantinopoli a seguito degli accordi tra i Veneziani e Alessio IV Angelo, era sfociata nella caduta della città in mani crociate e nella costituzione di un nuovo stato feudale, l'Impero latino, spartito tra le potenze vincitrici.
Ai bizantini rimasero però il controllo del Despotato d'Epiro, dell'Impero di Trebisonda e, soprattutto, dell'Impero di Nicea, esteso sulla fascia anatolica dirimpetto a Costantinopoli.
Nell'estate del 1261, Michele Paleologo, reggente dell'Impero niceno, si apprestò ad abbattere il traballante impero crociato.
Per prima cosa strinse il 13 marzo un accordo, noto come trattato di Ninfeo, con la Repubblica di Genova, allora impegnata contro Venezia nella guerra di San Saba, per controbilanciare la potenza sul mare dalla flotta veneziana disposta a difesa di Costantinopoli.
Dopodiché inviò un piccolo contingente (ottocento uomini) al comando di Alessio Strategopulo in Tracia per compiere piccole azioni di disturbo e saggiare le difese dell'antica capitale.
Quando Alessio Strategopulo arrivò a Selimbria, venne a sapere che i latini insieme ai veneziani erano partiti per attaccare il forte Dafnusio che dominava l'accesso al Bosforo dal Mar Nero. I suoi informatori gli indicarono anche una porticina attraverso la quale un manipolo di soldati poteva entrare facilmente senza essere notato. L'occasione era troppo ghiotta per non essere sfruttata.

## La battaglia

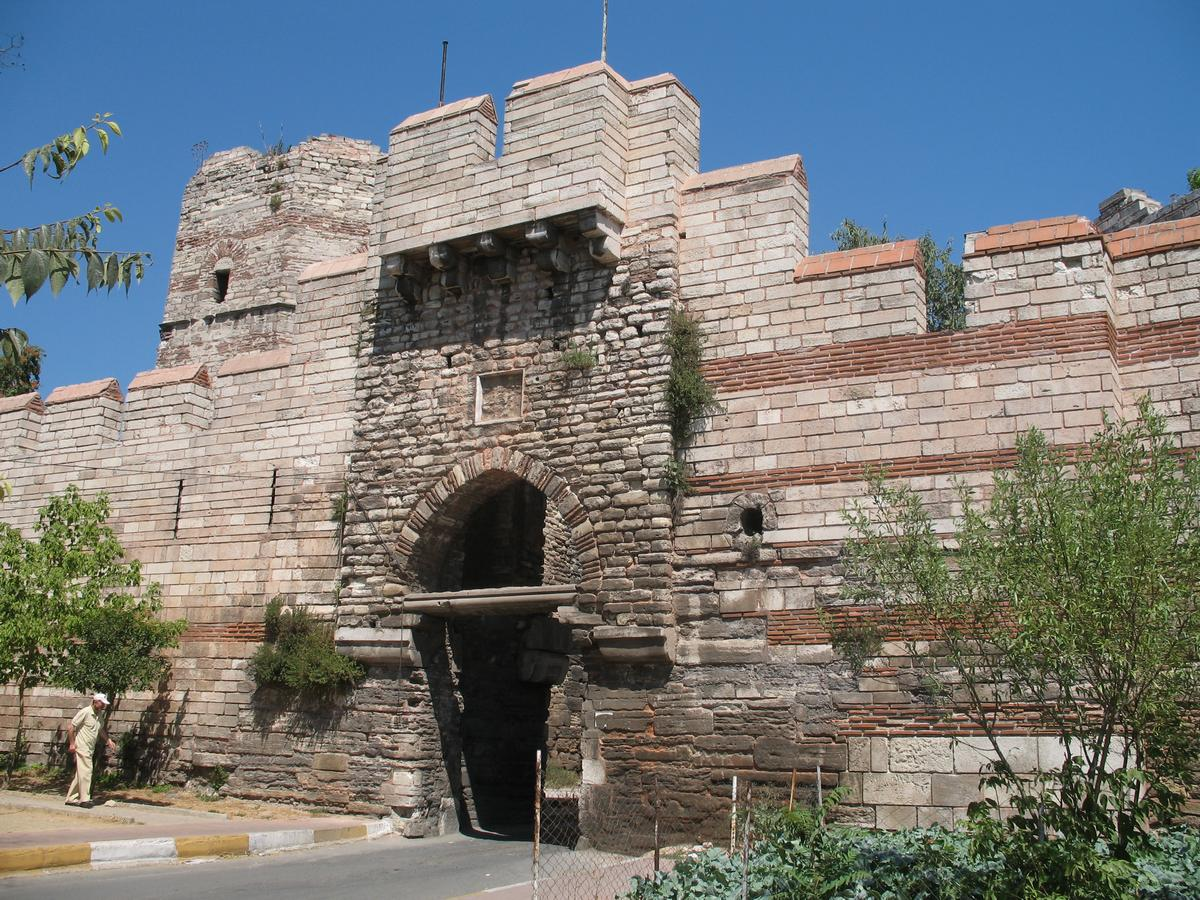
La porta Pege o porta di Selimbria, attraverso la quale gli 800 soldati di Alessio Strategopulo entrarono a Costantinopoli, nella notte del 25 luglio 1261.

Nella notte i bizantini entrarono e scaraventarono giù dalle mura le guardie latine.
All'alba del 25 luglio 1261 tutto l'esercito di Alessio Strategopulo entrò a Costantinopoli dalla Porta Aurea. Baldovino II di Costantinopoli, si svegliò a causa del tumulto e fuggì prontamente con un mercantile veneziano nell'isola di Eubea, ancora in mano ai latini. Alessio Strategopulo ordinò ai suoi soldati di appiccare il fuoco nel quartiere veneziano, e tutti gli abitanti veneziani di Costantinopoli fuggirono al molo per prendere una nave che li portasse in salvo.
I francesi nella città erano ormai meno di un migliaio e si nascosero nei monasteri o nelle fogne; ma vedendo che i bizantini non stavano facendo saccheggio, i francesi uscirono dai loro nascondigli e andarono al molo ad imbarcarsi. Le cronache ci raccontano che le trenta navi veneziane cariche di profughi non fecero neanche rifornimenti per andare ad Eubea e molti morirono di fame ancora prima di scendere dalle navi.

## Conseguenze
Dopo aver conquistato Costantinopoli, Alessio prese le insegne imperiali di Baldovino e le diede ad un messaggero ordinandogli di portarle al reggente Michele, che si trovava a Metrorian in Anatolia. L'imperatore ricevette la notizia dalla sorella, Eulogia Paleologa, ma non le credette: quando Eulogia gli mostrò allora le insegne imperiali di Baldovino, Michele partì immediatamente per Costantinopoli, senza dimenticare di imprigionare e accecare l'imperatore legittimo Giovanni IV Lascaris.
Il 15 agosto del 1261 Michele entrò trionfante attraverso la Porta aurea con in mano la grande icona della Vergine Odigitria dipinta da San Luca: arrivò fino alla Basilica di Santa Sofia dove lo attendevano Alessio Strategopulo ed il patriarca Arsenio di Costantinopoli, che gli pose sul capo la corona di Imperatore di Bisanzio. Divenuto così il basileus Michele VIII Paleologo, egli provvide a incoronare co-imperatore il figlio, Andronico II Paleologo.
La riconquista, oltre a restaurare l'Impero Bizantino, che sopravvisse ancora, con alterne vicende, sino alla definitiva caduta di Costantinopoli del 1453, aprì una guerra con Venezia, conclusasi solo nel 1265 con il reciproco riconoscimento delle due potenze.